# Ćirikovac
Ćirikovac (cyr. Ћириковац) – wieś w Serbii, w okręgu braniczewskim, w mieście Požarevac. W 2011 roku liczyła 1278 mieszkańców.